# 진퍼리잔대
진퍼리잔대(Adenophora palustris)는 전라남도 지리산과 조계산 이북, 강원도 이남의 깊은 산 습지에서 나는 여러해살이풀이다. 높이는 70cm이다. 전체에 털이 없고, 뿌리는 굵으며, 줄기는 곧게 서고, 가지는 갈라지지 않았다. 잎은 어긋나며 잎자루는 없고, 다소 얇으며, 긴 타원형, 난형, 밑이 둥글거나 둔하고, 뒷면 맥 위에만 털이 약간 있고, 가장자리에 희미한 톱니가 있다. 꽃은 보라색 또는 연한 누른빛이 도는 자주색이며 줄기 끝에 총상꽃차례로 달리고, 밑으로 처진다. 포는 넓은 난형 혹은 피침형이며 잎 모양은 톱니가 있고, 꽃자루는 짧다. 꽃받침의 갈래는 난형, 톱니가 1-2개 있으며, 화관은 넓은 종 모양이다.